# Ruth R. Wexler
Ruth Wexler es una química industrial estadounidense conocida como codescubridora del  apixaban, un anticoagulante comercializado; y el losartán, un tratamiento para la presión arterial.

## Educación
Wexler recibió su licenciatura en química de la Universidad de Boston en 1977, y un doctorado en química orgánica trabajando con Amos B. Smith en la Universidad de Pensilvania en 1982.

## Investigación
Comenzó su carrera en DuPont en 1982, llegando a ser directora ejecutiva en 1998. Luego se unió a Bristol-Myers Squibb como directora ejecutiva en 2001, y finalmente se mudó a Nueva Jersey para dirigir su unidad de investigación cardiovascular.  Ha trabajado en objetivos relacionados con la apoptosis, inflamación, obesidad y coagulación. A partir de 2018, tiene más de 215 publicaciones de investigación originales.

## Premios
- 2015 - Premio EB Hershberg para descubrimientos en sustancias medicinalmente activas[1]
- 2014 - Inducción al Salón de la Fama de ACS MEDI[5]
- 2011 - Premio BMS Ondetti y Cushman
- 2004 - Destacada mujer de Nueva Jersey en investigación